# Omeprazol
Omeprazol is een generiek verkrijgbare maagzuurremmer en behoort net als esomeprazol (de S-isomeer van omeprazol), tot de zogenaamde protonpompremmers.
Protonpompremmers blokkeren grotendeels de maagzuurproductie door onomkeerbare remming van de zogenaamde protonpomp, het H+ / K+ ATP-ase die voorkomt in de maagzuur producerende pariëtaalcellen van de maagwand. De indicaties voor gebruik omvatten onder meer oesofageale reflux, misselijkheid ten gevolge van een doorgemaakt virusinfectie in het maag-darmkanaal en verlagen van de kans op het ontstaan van maagbloedingen door andere medicijnen zoals b.v. NSAID's (in een dosering van 20 mg per dag) zoals de pijnstillers/ontstekingsremmers diclofenac en ibuprofen. Ook bij andere geneesmiddelen die de kans op het ontstaan van een maagbloeding vergroten (bijvoorbeeld prednison) kunnen protonpompremmers voorgeschreven worden. Protonpompremmers worden gegeven ter behandeling van maagzweren. Indien de maagzweer wordt veroorzaakt door de Helicobacter pylori bacterie dienen er ook bepaalde antibiotica gegeven te worden. 
De dosering van omeprazol is meestal eenmaal daags 20-40 mg. In Nederland is dit geneesmiddel zonder recept verkrijgbaar bij de drogist. Omeprazol wordt in Nederland heel veel gebruikt; in 2013 waren er ca. 2 miljoen gebruikers.
Omeprazol wordt sinds 1989 op de markt gebracht door Astra BV het huidige AstraZeneca. Het oorspronkelijke Amerikaanse patent verliep in 2001. Sinds die tijd wordt een opnieuw gepatenteerd enantiomeer van omeprazol op de markt gebracht: esomeprazol. Sinds 2011 is ook dat patent verlopen en kan esomeprazol ook generiek geproduceerd en verkocht worden.
Hoewel het bijwerkingenprofiel van omeprazol relatief gunstig is, wordt het middel bij langdurig gebruik net als bij andere protonpompremmers wel in verband gebracht met vitamine-B12-deficiëntie. Ook magnesiumtekort lijkt toegeschreven te worden aan omeprazolgebruik. Omeprazol is een zwakke CYP2C19 inhibitor, en heeft daardoor veel interacties met andere medicamenten.
De werking van omeprazol heeft als bedoeld gevolg dat de pH van het maagsap stijgt, dus minder zuur wordt. De zure maaginhoud is echter een goede barrière voor veel schadelijke organismen zoals Clostridium difficile. Verhoging van de pH maakt die barrière minder effectief, met verhoogd risico op infecties zoals longontsteking.
De stof is opgenomen in de lijst van essentiële geneesmiddelen van de WHO.

## Boete wegens machtsmisbruik AstraZeneca
Op 1 juli 2010 werd de firma AstraZeneca veroordeeld tot 2 boetes van 40 en 12 miljoen euro inzake machtsmisbruik. De Europese Commissie had deze rechtszaak aangespannen. Het betrof onder meer het bewust uit de handel halen van de omeprazolcapsules, om de generieke industrie dwars te zitten.